# Molí de Boixons
El Molí de Boixons és una obra del municipi de Vallcebre (Berguedà) inclosa en l'Inventari del Patrimoni Arquitectònic de Catalunya.

## Descripció
Del molí fariner de Boixons en queda ben poca cosa, car va ser abandonat després de la guerra civil i la seva proximitat al riu de Saldes l'ha malmès repetidament.
El casal moliner és una estructura clàssica coberta a dues vessants i amb el carener perpendicular a la façana de ponent.
A la planta baixa del casal hi havia unes dependències pròpies del molí, i l'habitatge ocupava el primer pis.

## Història
Fou construït a final del segle xvii, el molí fariner es va mantenir actiu fins després de guerra civil que fou abandonat.
La proximitat als Hostalets i a l'estació del telefèric miner que feia el trajecte que va de l'Espà a Vallcebre, expliquen la vitalitat del molí als primers anys del segle xx.